# Stereodon pallescens
Stereodon pallescens là một loài Rêu trong họ Hypnaceae. Loài này được (Hedw.) Mitt. mô tả khoa học đầu tiên năm 1859.